# WakuWaku Japan
WakuWaku Japan（亦寫作WAKUWAKU JAPAN），隸屬於日本完美天空JSAT集團旗下之電視節目供應商WAKUWAKU JAPAN公司，向日本國外的電視台綜合播放日本電視節目的付費頻道。全天候播放由日本製播的節目，播放語言包含日語、馬來語、汉語、英語等。另外，當所播放節目的語言為日語時，在某些國家亦提供該國之語言字幕服務。
播出區域有台灣、新加坡、印尼、泰國、緬甸、斯里蘭卡、越南與蒙古。马来西亚、香港和菲律宾於2020年开播。2022年4月1日停播。

## 概要
電臺之名稱「WAKUWAKU」（ワクワク，わくわく），在日文中表示令人雀躍、興奮、愉快的意思。近年在東南亞播出的外語電視節目雖然有增加的趨勢，日本節目在亞洲市場上的存在感並不強。為了製造機會提供日本製作的優良節目，廣為介紹、傳播日本傳統文化，及引領日系企業進入亞洲的目的，SKY Perfect JSAT在2014年2月22日創設了WakuWaku Japan頻道。
2015年7月1日，頻道的經營轉移至由官民基金海外需要開拓支援機構（Cool Japan Fund Inc.）和SKY Perfect JSAT合資成立的WAKUWAKU JAPAN株式会社。
頻道由印尼開始播出。內容以日本當地原有的節目為主。開播前調查了感興趣的內容，充實了戲劇、動畫、旅遊節目等內容。節目內容為Sky Perfect以及其他電視台等在日本製作的自製節目。2017年時，已於印尼、緬甸、新加坡、泰國、台灣、斯里蘭卡、越南、蒙古等地播出，並設定目標，預計於2020年達成32國播出。

## 相同類型電視頻道
- 緯來日本台
- 國興衛視
- 靖天日本台

## 外部連結
- WAKUWAKU JAPAN 官方網站 （页面存档备份，存于） （繁體中文）
- 370 WAKUWAKU JAPAN - 中華電信 MOD 網站 （页面存档备份，存于） （繁體中文）
- WakuWaku Japan的Facebook專頁 （繁體中文）
- WakuWaku Japan的Instagram帳戶
- WakuWaku Japan的X（前Twitter） （繁體中文）